# クレア・ジェイコブス
クレア・ジェイコブス（Clare Stephen Jacobs 1886年2月15日 - 1971年2月21日）は、アメリカ合衆国の陸上競技選手である。彼は、1908年に開催されたロンドンオリンピックの棒高跳で銅メダルを獲得した。

## 経歴
ジェイコブスは1908年のビッグ・テン・カンファレンスの棒高跳種目で、生涯の自己最高記録となる3メートル76センチを跳んで優勝した。同年のロンドンオリンピックでは、棒高跳のアメリカ合衆国代表5人の中に選抜された。
ロンドンオリンピックの棒高跳種目は、ホワイトシティ・スタジアムを会場として7月24日に行われた。この種目には7つの国から15名の選手が出場し、予選上位の8名が同日の決勝に進むことになっていた。ジェイコブスは3メートル50センチの記録で予選を5位で通過した。
決勝では、予選で1位だったアメリカ代表のエドワード・クックと予選2位で同じくアメリカ代表のアルフレッド・ギルバートが3メートル71センチの同記録で金メダルを分け合う形となった。この結果、銀メダル該当者はなく、銅メダルを手にしたのは3メートル58センチの記録で並んでいたジェイコブス、カナダ代表のエドワード・アーチボルド、スウェーデン代表のブルーノ・ゼーダーシュトレームの3選手となった。
ジェイコブスは、当時の棒高跳室内最高12フィート3インチを1909年に記録し、その記録は3年間破られることがなかった。